# Trazo (construcción)

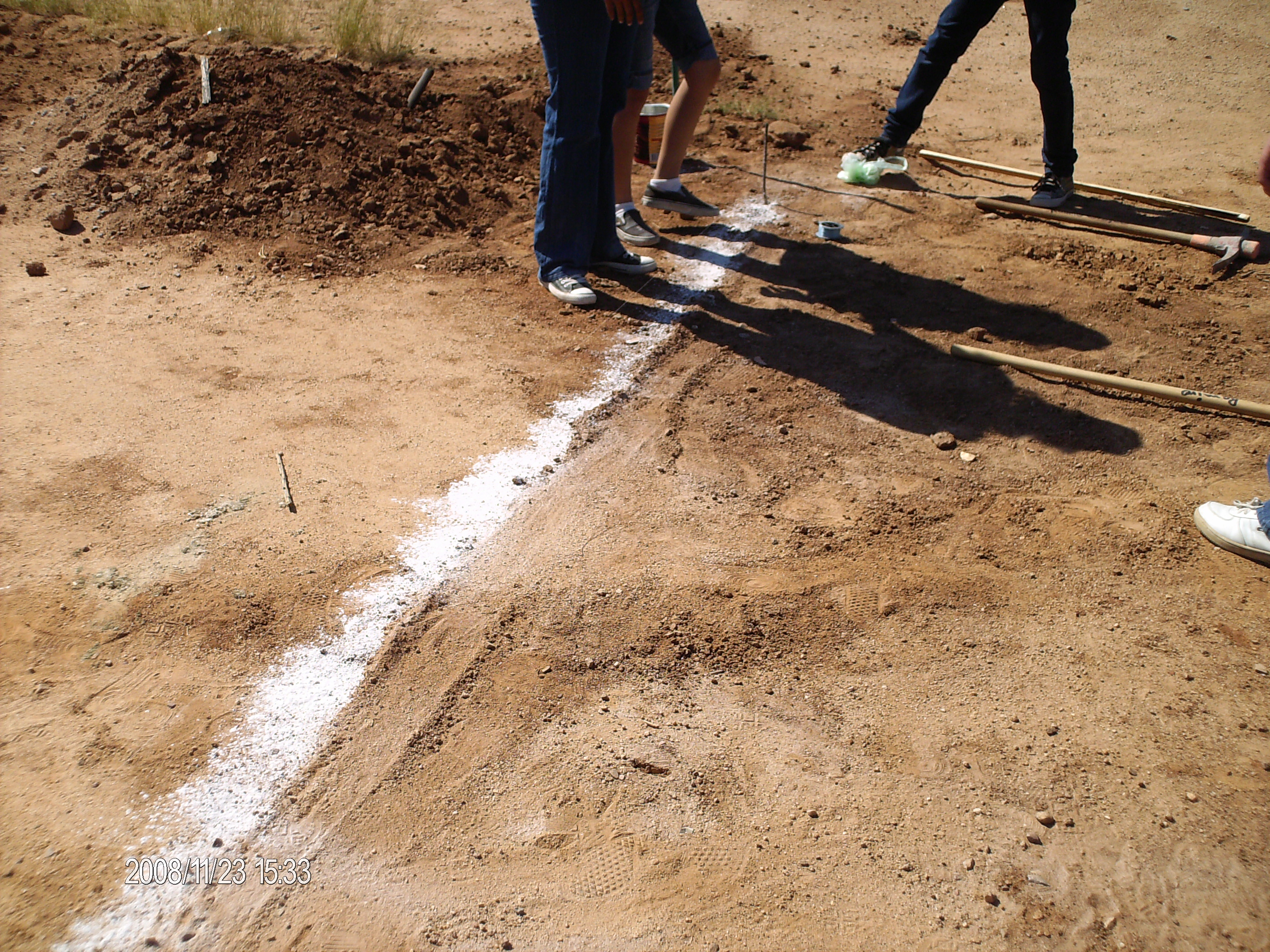
Un trazo de una obra.

En una obra, el trazo o replanteo es el proceso de definir y medir en un terreno las dimensiones de la obra donde se realizará la construcción. Se traza la forma del perímetro de la obra y se señalan los ejes y/o contornos donde se debe situar la cimentación: los muros, zapatas, losas, pilotes, etc.

## Proceso
Para realizar el trazo o replanteo primero se deben tener dibujadas las dimensiones de la obra en un plano; después se aplican métodos geométricos para trazar el perímetro en función de la escala y medidas de los planos. 
En el terreno se insertan varillas para indicar los vértices y uniéndolos con hilo reventón nos sirve para indicar los lados, según en el plano. En algunas ocasiones se marcan las dimensiones y ejes con yeso en polvo para formar trazos visibles.

## Consecuencias de un mal trazo
Si se traza mal las dimensiones de una obra esto provocaría que los ejes y/o contornos donde se debe situar la cimentación estarán mal ubicadas, esto daría acceso a la posibilidad de una falla estructural y por consiguiente, el posible colapso de la obra.